# Молопо
Моло́по (англ. Molopo River, африк. Moloporivier) — река в ЮАР и Ботсване. Протяжённость составляет около 970 км. Площадь бассейна — 367 201 км² (бассейн Молопо охватывает север ЮАР (30 % от общей площади бассейна), юг Ботсваны (37 %) и восток Намибии (33 %)).
Берёт начало между городами Грот-Марико и Лихтенбург, в Северо-Западной провинции ЮАР и течёт изначально на запад, а затем — на юго-запад. В среднем течении формирует значительную часть границы между ЮАР и Ботсваной. Сток реки непостоянен. В случае наиболее сильных осадков Молопо впадает в реку Оранжевая недалеко от границы с Намибией. Крупнейший приток Молопо — река Нособ (правый), другой крупный приток — река Куруман (левый).